# Алан Кемпбелл
А́лан Ке́мпбелл  (англ. Alan Campbell; нар. 9 травня 1983) — британський веслувальник, олімпійський медаліст.

## Виступи на Олімпіадах
| Олімпіада   | Дисципліна     | Місце |
| ----------- | -------------- | ----- |
| Афіни 2004  | четвірка парна | 12    |
| Пекін 2008  | одиночка       | 5     |
| Лондон 2012 | одиночка       | 3     |
| Ріо 2016    | одиночка       | 12    |